# Earl K. Miller

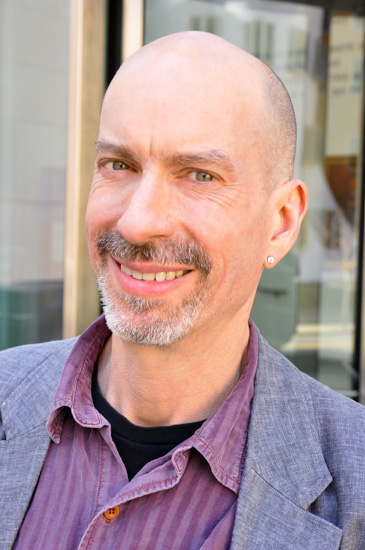
Earl K. Miller, 2015

Earl Keith Miller (* 30. November 1962 in Columbus, Ohio) ist ein US-amerikanischer Neurowissenschaftler.
1990 wurde er mit der Dissertation Neurophysiological investigations of inferior temporal cortex of the macaque an der Princeton University bei Charles G. Gross promoviert.
Von 1990 bis 1995 war er Postdoc im Labor für Neuropsychologie am National Institute of Mental Health unter Robert Desimone.
Seit 1995 forscht und lehrt er am Massachusetts Institute of Technology (MIT), seit 2002 ist er dort als Full Professor tätig.
Sein Forschungsgebiet ist unter anderem das Arbeitsgedächtnis.

## Auszeichnungen
- 2000: Troland Research Award
- 2017: Mitglied der American Academy of Arts and Sciences[1]
- 2019: George A. Miller Prize in Cognitive Neuroscience

## Schriften (Auswahl)
- E. K. Miller: The prefrontal cortex and cognitive control. In: Nat Rev Neurosci. Band 1, Nr. 1, Oct 2000, S. 59–65. doi:10.1038/35036228.
- E. K. Miller, J. D. Cohen: An integrative theory of prefrontal cortex function. In: Annu Rev Neurosci. Band 24, 2001, S. 167–202. doi:10.1146/annurev.neuro.24.1.167.
- Timothy J. Buschman, Earl K. Miller: Top-down versus bottom-up control of attention in the prefrontal and posterior parietal cortices. In: Science. 315.5820, 2007, S. 1860–1862.
- Earl K. Miller, Timothy J. Buschman: Neural Mechanisms for the Executive Control of Attention. In: Anna Christina Nobre, Sabine Kastner (Hrsg.): The Oxford handbook of attention. Oxford University Press, Oxford  2014, ISBN 978-0-19-175301-5.
- M. Siegel, T. J. Buschman, E. K. Miller: Cortical information flow during flexible sensorimotor decisions. In: Science. 348 2015, S. 1352–1355.
- Earl K. Miller, Mikael Lundqvist, André M. Bastos: Working Memory 2.0. In: Neuron. 100.2, 2018, S. 463–475.
- F. Sandhaeger, C. von Nicolai, E. K. Miller, M. Siegel: Monkey EEG links neuronal color and motion information across species and scales. In: Elife. Band 8, 9. Jul 2019, S. e45645. doi:10.7554/eLife.45645.
- S. L. Brincat, J. A. Donoghue, M. K. Mahnke, S. Kornblith, M. Lundqvist, E. K. Miller: Interhemispheric transfer of working memories. In: Neuron. Band 109, Nr. 6, 2021, S. 1055–1066.
- S. Bhattacharya, J. A. Donoghue, M. Mahnke, S. L. Brincat, E. N. Brown, E. K. Miller: Propofol Anesthesia Alters Cortical Traveling Waves. In: J Cogn Neurosci. Band 34, Nr. 7, 2. Jun 2022, S. 1274–1286. doi:10.1162/jocn_a_01856.
- Tye, K. M., Miller, E. K., Taschbach, F. H., Benna, M. K., Rigotti, M., & Fusi, S. (2024): Mixed selectivity: Cellular computations for complexity. Neuron, 112(14), 2289–2303.
- Xiong, Y., Donoghue, J. A., Lundqvist, M., Mahnke, M., Major, A. J., Brown, E. N., Miller, E. K. & Bastos, A. M. (2024): Propofol-mediated loss of consciousness disrupts predictive routing and local field phase modulation of neural activity. Proceedings of the National Academy of Sciences, 121(42), e2315160121.
- Earl K Miller, Scott L Brincat, Jefferson E Roy: Cognition is an emergent property, Current Opinion in Behavioral Sciences, Volume 57, 2024, 101388, https://doi.org/10.1016/j.cobeha.2024.101388.